# Ismael Pons Tena
Ismael Pons Tena (10 de octubre de 1959) es un cantante lírico -barítono- español nacido en Mahón, isla de Menorca (Baleares).
Debutó profesionalmente por invitación del Gran Teatro del Liceo de Barcelona, durante la temporada 1986-87, interpretando a Morales en la ópera Carmen, junto a Agnes Baltsa y José Carreras.

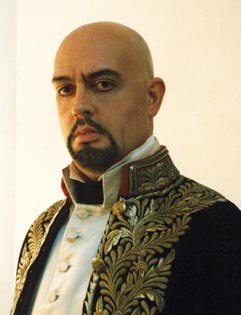
ISMAEL PONS como "Scarpia" (TOSCA)

Desde ahí, siguió una etapa de duro y constante aprendizaje autodidacta, trabajando al mismo tiempo como solista comprimario sobre algunos de los principales escenarios operísticos de España. Durante esa época de formación, interpretó destacados roles secundarios, siempre actuando al lado de grandes cantantes, directores y registas, lo cual le permitió lograr un importante bagaje de experiencia profesional. Posteriormente, empezó a recibir propuestas para interpretar los personajes principales de su cuerda baritonal.
Desde entonces, ha actuado asiduamente por toda la geografía española, en sus diferentes festivales y temporadas líricas, así como en conciertos y recitales. Asimismo, ha actuado también en países como Alemania, Italia, Portugal, Argentina, Colombia, Perú o Venezuela.
Ha interpretado, entre otros, los siguientes personajes:
Marcello La Bohème, Sharpless Madama Butterfly, Lescaut Manon Lescaut, Scarpia Tosca (ópera), Michele Il Tabarro, Alfio Cavalleria Rusticana, David L'amico Fritz, Silvio Pagliacci, Lord Enrico Lucia di Lammermoor, Conte d'Almaviva Le Nozze di Fígaro, Guglielmo Guglielmo Tell, Rigoletto Rigoletto, Renato Un Ballo in Máschera, Germont La Traviata, Conte di Luna Il Trovatore, Amonasro Aida, Nabucco Nabucco, Escamillo Carmen, Ernesto Il Pirata, Don Lope de Aguilera Margarita la Tornera, Juanillo El gato montés, etc.
Ha protagonizado los estrenos de tres óperas de autores valencianos, producidos por el Palau de la Música de Valencia: El Mar de las Sirenas de J. Báguena-Soler, Maror de M. Palau y La Venta de los Gatos de J. Serrano.
Se ha prodigado muy a menudo también en el género lírico español por excelencia: la Zarzuela, dentro de sus principales temporadas y festivales nacionales, como son el Teatro de La Zarzuela de Madrid, Teatro Pérez Galdós de Las Palmas de Gran Canaria, Teatro Campoamor de Oviedo, Teatro Calderón de Valladolid, Teatro Principal de Palma de Mallorca, Teatro Guimerá de Tenerife, Teatro Olympia de Valencia, etc., interpretando títulos tan emblemáticos como Marina, Los gavilanes, La tabernera del puerto, La Parranda, El asombro de Damasco, Cançó d'amor i de guerra, Don Gil de Alcalá, El Juramento, La del soto del parral, La leyenda del beso, y de forma muy especial, Luisa Fernanda, cuyo protagonista -Vidal Hernando- ha representado en más de un centenar de ocasiones, en España y Latinoamérica.
En el campo del oratorio ha interpretado obras como L'Enfant Prodigue de Debussy, el Miserere de Hilarión Eslava, o la Novena Sinfonía (An Die Freude) de Beethoven.

## Discografía
- GUGLIELMO TELL (rol titular) en CD - Arte Nova
- EL GATO MONTÉS (rol titular) en CD - Publicaciones Discográficas del Palau de La Música de Valencia
- EL RETABLO DE MAESE PEDRO (Don Quijote) en CD - Naxos
- DOÑA FRANCISQUITA (Lorenzo Pérez) en CD (M. Bayo, A. Kraus, etc.) - Auvidis Valois
- RIGOLETTO (Monterone) en DVD (J. Rawnsley, P. Wise, A. Kraus, etc.) - RTVE
- SAMSON ET DALILA (Abimèlech) en DVD (P. Domingo, A. Baltsa, A. Fondary, etc.) - RTVE
- CARMEN (Escamillo) en DVD (T. Demurishvili, L. Frattola, etc.)
- MARINA (Roque) en DVD (E. Vélez, I. Encinas, etc.)
- MARINA (Roque) en DVD (S. Krasteva, I. Encinas, etc.) - Producciones Llamentol